# Albania na Zimowych Igrzyskach Olimpijskich 2014
Albania na Zimowych Igrzyskach Olimpijskich 2014 – kadra sportowców reprezentujących Albanię na igrzyskach w 2014 roku w Soczi. Kadra liczyła 2 sportowców.

## Skład reprezentacji

### Narciarstwo alpejskie
| Konkurencja   | Zawodnik   | Zjazd 1.              | Zjazd 1.              | Zjazd 2.              | Zjazd 2.              | Suma                  | Miejsce               |
| Konkurencja   | Zawodnik   | Czas                  | Miejsce               | Czas                  | Miejsce               | Suma                  | Miejsce               |
| ------------- | ---------- | --------------------- | --------------------- | --------------------- | --------------------- | --------------------- | --------------------- |
| Slalom gigant | Erjon Tola | DNS                   | DNS                   | DNS                   | DNS                   | DNS                   | DNS                   |
| Slalom        | Erjon Tola | Nie stanął na starcie | Nie stanął na starcie | Nie stanął na starcie | Nie stanął na starcie | Nie stanął na starcie | Nie stanął na starcie |

| Konkurencja   | Zawodnik      | Zjazd 1. | Zjazd 1. | Zjazd 2. | Zjazd 2. | Suma    | Miejsce |
| Konkurencja   | Zawodnik      | Czas     | Miejsce  | Czas     | Miejsce  | Suma    | Miejsce |
| ------------- | ------------- | -------- | -------- | -------- | -------- | ------- | ------- |
| Slalom gigant | Suela Mëhilli | 1:33.55  | 65.      | 1:34.36  | 60.      | 3:07.91 | 60.     |